# فلسفه در ایران
فلسفه ایرانی به اندیشه‌ها و سنت‌های فلسفی ایرانی باستان برمی‌گردد که از اندیشه‌های باستانی هندوآریایی، آغاز می‌شود که بعدها همین اندیشه‌ها تحت تأثیر دین زرتشتی قرار گرفتند و مکتب زرتشت را تشکیل دادند. بر اساس دائرةالمعارف فلسفه آکسفورد تاریخ موضوع و دانش فلسفه به هندوآریایی‌های ۱۵۰۰ سال پیش از میلاد می‌رسد و زرتشت نخستین فیلسوف شناخته شده جهان است. این دائرةالمعارف، اضافه می‌کند که پس از آن، فلسفه زرتشتی از طریق یهودیت، وارد اندیشه غربی و نهایتاً افلاطونی می‌شود. از جمله فلاسفه این دوره می‌توان به هوشتانه و پالس پارسی و مانی و مزدک اشاره کرد.
سرتاسر تاریخ ایران را به دلیل تغییرات قابل توجه سیاسی اجتماعی متأثر از حملات قوم عرب در سال ۶۵۱ میلادی و مغول‌ها در سال ۱۲۲۱ میلادی پهنه فراخی از اندیشه‌های فلسفی پوشانده است. از ایران باستان و آموزه‌های زرتشتی تا مکاتب پروتستانیسم مانوی و مزدکی و زروانیه که پیش از اسلام ظهور کردند و البته متاخر تمام آن‌ها فلسفه اسلامی که با آمدن اسلام تاکنون تأثیرگذارترین اندیشه فلسفی را از آن خود کرده است.
بر اثر کنش و واکنش‌های عقیدتی صدر اسلام میان عقاید فلسفی زرتشتی و مانوی و اسلام و یهودیت و فلسفه یونانی، فلسفه اسلام یا کلام ظهور کرد و از دوره‌های تسنن و تشیعی که ایران طی کرده است فلسفه ایرانی اسلام شکل کنونی را بر خود گرفته است. مکتب اشراق و حکمت متعالیه به عنوان دو مکتب اساسی فلسفه ایرانی شناخته می‌شوند. از جمله مهم‌ترین فلاسفه این دوره می‌توان به ابن سینا، شهاب‌الدین سهروردی، فخر رازی طبرستانی و ملاصدرا شیرازی اشاره کرد.

## نمای کلی
فلسفه در ایران به دلیل تحولات سیاسی و اجتماعی بزرگ، همانند پیامدهای حملهٔ اعراب و مغول‌ها به این کشور، بازهٔ گسترده‌ای از مکاتب فکری را شامل می‌شود. به‌طور کلی، فلسفه در ایران را می‌توان به دوران پیش و پس از اسلام تقسیم کرد. مکاتب پیش از اسلام، شامل آیین زرتشتی، مانوی و مزدکیه است. به عنوان نمونه‌ای از این مکاتب، مکتب مزدیسنا به دنبال آموزه‌های زرتشت در سال‌های ۱۰۰۰ تا ۵۸۸ پ. م، در نقاطی از ایران، پدیدار شد. زرتشت یکی از قدیمی‌ترین یکتاپرستان تاریخ بوده است و نخستین کسی بود که مسائل شر را از نظر فلسفی بررسی کرد. فلسفهٔ اخلاقی وی مبتنی بر تقدم پندار نیک، گفتار نیک و کردار نیک است. وی همچنین سیستمی از اصول اخلاقی منطقی را پایه گذاشت. اندکی از عقاید زرتشتی در فرهنگ پسا کلاسیک غربی تا اواخر سدهٔ ۱۸ م، شناخته شده بود و او، تأثیرگذاری بسزایی در فلسفهٔ یونان و روم داشت. در بررسی دوران پس از اسلام، مشخصاً فلسفهٔ نخستین اسلامی، در پدیداری فلسفهٔ نوین، بسیار تأثیرگذار بوده است. از اثرات مهم این فلسفه، بر تئوری‌های فرگشت بوده است. از مکاتب مهم پس از اسلام، حکمت سینوی، اشراق و متعالیه هستند. به عنوان نمونه‌ای از این مکاتب، حکمت سینوی، توسط ابن سینا، فیلسوف ایرانی، بنیان نهاده‌شد و تا سدهٔ دوازدهم میلادی، به مکتب پیشرو در فلسفهٔ اسلامی تبدیل شد. ابن سینا تلاش کرد تا ارسطوگری و فلسفه نوافلاطونی را با الهیات اسلامی آشتی دهد و نظریات وی، بر دانشجویان غربی آن دوران، اثرگذار بود و در غرب نیز نفوذ داشت.

## مکاتب فلسفی اصلی

### ایران باستان
تا پیش از اینکه پرده‌های ضخیم گذشت زمان از روی آثار و فرهنگ‌های کهن جلگه بین‌النهرین و دره‌های نیل و سند و فلات ایران برداشته شود، اکثراً بر آن بودند که اندیشه‌های فلسفی، از حکما و فلاسفه یونان سرچشمه گرفته است و این آنان بودند که فلسفه و حکمت را در جهان بنیان گذاشتند. ولی به دست آمدن اسناد و مدارکی کم‌و بیش مربوط به این رشته در کشورهای شرق باستانی معلوم داشت که این ملل هر کدام به‌نوبهٔ خود متناسب با پیشرفت‌هایی که در راه دانش و کمال نموده بودند فلسفه خاصی هم داشته‌اند و در علوم معقول نیز کار می‌کرده‌اند که همان اططلاعات در اثر آمدورفت یونانی‌ها به نواحی آسیای صغیر و غربی مورد استفاده آنها و یون‌هایی که در این کرانه‌ها و نواحی، پراکنده و متوططن بوده‌اند، گردیده و پایه و اساس فلسفه یونان را تشکیل داده است و از آن پس یونان فلسفه را به صورت یک دانش منظم تحت اصول و قواعدی درآورد.
مکاتب پیش از اسلام، به عنوان نمونه شامل آیین زرتشتی، زروانی، مانوی و مزدکیه است.
تحقیقات دانشمندان مانند مارتین هاوگ و اشک دالن، نشان می‌دهد که فلسفه ریشه‌های کهنی در ایران باستان دارد. به نظر دالن گاتاها محتوی مهم فلسفی را دارد تا حدی که می‌توان زرتشت را نخستین فیلسوف تاریخ نامید. اراده آزاد، دوگانه‌گرایی اخلاقی و نظریه کنش از عناصر بنیادین فلسفه زرتشت به‌شمار می‌روند. در ضمن اسناد فراوان بر نفوذ تفکر و جهان‌بینی ایرانیان بر فلسفه یونان باستان وجود دارد.

### پس از اسلام

#### مکتب مشاء
تقسیم فلسفه به مشائی و اشراقی در عین اینکه یکی از تقسیمات فلسفه اسلامی است. در حقیقت پیروان ارسطو عموماً مشائی و پیروان افلاطون اشراقی نامیده می‌شوند. در وجه تسمیه مشاء اقوال مختلفی گفته شده است. برخی علت این نامگذاری را عادت ویژه ارسطو در تدریس ذکر کرده‌اند. گفته می‌شود ارسطو به هنگام تدریس فلسفه قدم می‌زده است. برخی نیز وجه آن را این دانسته‌اند که چون عقل و اندیشه این فلاسفه پیوسته در مشی و حرکت بوده فلسفه آنان به فلسفه مشاء مشهور شده است؛ چرا که حقیقت فکر همان حرکت به سوی مقدمات و از مقدمات به سوی نتایج است. در میان فلاسفه اسلامی‌کندی، فارابی، ابن سینا، خواجه نصیر طوسی و ابن رشد اندلسی از بزرگان فلسفه مشائی شمرده می‌شوند. در جهان اسلام فلسفه مشاء با نام ابن سینا شناخته و آموزش داده می‌شود.

#### مکتب اشراق
واژه «اشراق» مصدر است و در لغت به صورت متعدی و لازم، به معنای روشن کردن و روشن شدن، آمده است. ۳- اشراق در اصطلاح اهل حکمت، به معنای کشف و شهود یا ظهور انوار عقلی و فیضان آن‌ها بر نفس است.
مقصود از فلسفهٔ اشراق، فلسفه‌ای است که شیخ اشراق آن را تأسیس کرده است و اساس آن تجلی و ظهور انوار عقلی بر نفس حکیم است که از طریق تهذیب و تصفیه نفس میسر می‌شود، گرچه استدلال و برهان نیز در آن نقش دارد.
۴- سهروردی در مقدمه کتاب حکمه الاشراق، در توصیف شیوهٔ کتاب خود می‌نویسد: «من پیش از این کتابهایی به روش مشاییان نگاشتم و قواعد آنها را خلاصه کردم. اما این کتاب سیاق دیگری دارد. مطالب این کتاب از راه فکر و اندیشه برایم حاصل نشده بلکه از راه دیگری آنها را به دست آوردم و سپس در جستجوی دلیل و برهان برآمدم.»

#### حکمت متعالیه
حکمت متعالیه، مکتب ملاصدرا است که بر پایهٔ «وجود» و تمایز آن از «ماهیت» استوار است. پس از وی این مکتب توسط علمای مسلمان پرورده شد.